# Single numer jeden w roku 1969 (USA)
Notowanie Billboard Hot 100 przedstawia najlepiej sprzedające się single w Stanach Zjednoczonych. Publikowane jest ono przez magazyn Billboard, a dane kompletowane są przez Nielsen SoundScan w oparciu o cotygodniowe wyniki sprzedaży cyfrowej oraz fizycznej singli, a także częstotliwość emitowania piosenek na antenach stacji radiowych.
| Data publikacji | Piosenka                           | Artysta                       |
| --------------- | ---------------------------------- | ----------------------------- |
| 4 stycznia      | "I Heard It Through the Grapevine" | Marvin Gaye                   |
| 11 stycznia     | "I Heard It Through the Grapevine" | Marvin Gaye                   |
| 18 stycznia     | "I Heard It Through the Grapevine" | Marvin Gaye                   |
| 25 stycznia     | "I Heard It Through the Grapevine" | Marvin Gaye                   |
| 1 lutego        | "Crimson and Clover"               | Tommy James                   |
| 8 lutego        | "Crimson and Clover"               | Tommy James                   |
| 15 lutego       | "Everyday People"                  | Sly and the Family Stone      |
| 22 lutego       | "Everyday People"                  | Sly and the Family Stone      |
| 1 marca         | "Everyday People"                  | Sly and the Family Stone      |
| 8 marca         | "Everyday People"                  | Sly and the Family Stone      |
| 15 marca        | "Dizzy"                            | Tommy Roe                     |
| 22 marca        | "Dizzy"                            | Tommy Roe                     |
| 29 marca        | "Dizzy"                            | Tommy Roe                     |
| 5 kwietnia      | "Dizzy"                            | Tommy Roe                     |
| 12 kwietnia     | "Aquarius/Let the Sunshine In"     | 5th Dimension                 |
| 19 kwietnia     | "Aquarius/Let the Sunshine In"     | 5th Dimension                 |
| 26 kwietnia     | "Aquarius/Let the Sunshine In"     | 5th Dimension                 |
| 3 maja          | "Aquarius/Let the Sunshine In"     | 5th Dimension                 |
| 10 maja         | "Aquarius/Let the Sunshine In"     | 5th Dimension                 |
| 17 maja         | "Aquarius/Let the Sunshine In"     | 5th Dimension                 |
| 24 maja         | "Get Back"                         | The Beatles ft. Billy Preston |
| 31 maja         | "Get Back"                         | The Beatles ft. Billy Preston |
| 7 czerwca       | "Get Back"                         | The Beatles ft. Billy Preston |
| 14 czerwca      | "Get Back"                         | The Beatles ft. Billy Preston |
| 21 czerwca      | "Get Back"                         | The Beatles ft. Billy Preston |
| 28 czerwca      | "Love Theme from Romeo and Juliet" | Henry Mancini                 |
| 5 lipca         | "Love Theme from Romeo and Juliet" | Henry Mancini                 |
| 12 lipca        | "In the Year 2525"                 | Zager and Evans               |
| 19 lipca        | "In the Year 2525"                 | Zager and Evans               |
| 26 lipca        | "In the Year 2525"                 | Zager and Evans               |
| 2 sierpnia      | "In the Year 2525"                 | Zager and Evans               |
| 9 sierpnia      | "In the Year 2525"                 | Zager and Evans               |
| 16 sierpnia     | "In the Year 2525"                 | Zager and Evans               |
| 23 sierpnia     | "Honky Tonk Women"                 | The Rolling Stones            |
| 30 sierpnia     | "Honky Tonk Women"                 | The Rolling Stones            |
| 6 września      | "Honky Tonk Women"                 | The Rolling Stones            |
| 13 września     | "Honky Tonk Women"                 | The Rolling Stones            |
| 20 września     | "Sugar, Sugar"                     | The Archies                   |
| 27 września     | "Sugar, Sugar"                     | The Archies                   |
| 4 października  | "Sugar, Sugar"                     | The Archies                   |
| 11 października | "Sugar, Sugar"                     | The Archies                   |
| 18 października | "I Can't Get Next to You"          | The Temptations               |
| 25 października | "I Can't Get Next to You"          | The Temptations               |
| 1 listopada     | "Suspicious Minds"                 | Elvis Presley                 |
| 8 listopada     | "Wedding Bell Blues"               | 5th Dimension                 |
| 15 listopada    | "Wedding Bell Blues"               | 5th Dimension                 |
| 22 listopada    | "Wedding Bell Blues"               | 5th Dimension                 |
| 29 listopada    | "Come Together"/"Something"        | The Beatles                   |
| 6 grudnia       | "Na Na Hey Hey Kiss Him Goodbye"   | Steam                         |
| 13 grudnia      | "Na Na Hey Hey Kiss Him Goodbye"   | Steam                         |
| 20 grudnia      | "Leaving on a Jet Plane"           | Peter, Paul and Mary          |
| 27 grudnia      | "Someday We'll Be Together"        | The Supremes                  |